# Power (album de Z-Ro)
Pour les articles homonymes, voir Power.
Albums de Z-Ro
I'm Still Livin'
(2006) Crack
(2008)
Power ou King of tha Ghetto: Power est le onzième album studio de Z-Ro, sorti le 8 mai 2007.
L'album s'est classé 32e au Top R&B/Hip-Hop Albums et 197e au Billboard 200.

## Liste des titres
| No  | Titre                                                | Durée |
| --- | ---------------------------------------------------- | ----- |
| 1.  | Bud Sack                                             | 4:03  |
| 2.  | I'm a Gangsta (featuring D-Bo)                       | 4:47  |
| 3.  | My Life                                              | 4:33  |
| 4.  | Struggling to Change (featuring Point Blank)         | 4:38  |
| 5.  | Greed, Vanity, Lust                                  | 5:02  |
| 6.  | Staying Alive (featuring Spice 1)                    | 2:26  |
| 7.  | Going Down in the South (featuring Big Boss)         | 4:30  |
| 8.  | It's Guaranteed (featuring B.G. Duke et Point Blank) | 4:13  |
| 9.  | Friends                                              | 4:00  |
| 10. | Lovely Day (featuring Lil' Flip et Big Shasta)       | 4:15  |
| 11. | Ride All Day & Night                                 | 3:24  |
| 12. | Murder'ra (featuring Pimp C, Spice 1 et Vicious)     | 3:59  |
| 13. | M-16 (Original) (featuring Dougie D et Mike D)       | 4:53  |
| 14. | No Games                                             | 4:40  |